# Єременко Василь Дмитрович
Васи́ль Дми́трович Єре́менко (1901, містечко Козелець Чернігівської губернії, тепер селище Чернігівської області — розстріляний 23 вересня 1938, місто Київ) — український радянський державний діяч, тво. прокурора Київської області, в.о. голови Київського облвиконкому.

## Життєпис
Закінчив два курси юридичного факультету Київського інституту народного господарства.
З 1930 року — старший помічник прокурора Київського округу. З 1932 до 1936 року працював старшим помічником прокурора Київської області.
Член ВКП(б).
У 1936 — січні 1937 року — заступник прокурора Київської області.
У 1937 році — тво. прокурора Київської області. Одночасно з 4 жовтня 1937 року входив до складу «трійки» НКВС по Київській області, брав участь у масових репресіях жителів Київщини.
У 1937 році (до жовтня) — в.о. голови виконавчого комітету Київської обласної ради.
23 грудня 1937 року заарештований Управлінням державної безпеки НКВС Української РСР. 23 вересня 1938 року виїзною сесією Військової колегії Верховного суду СРСР засуджений до страти. Розстріляний того ж дня, похований на території 19-го кварталу Дніпровського лісництва в Биківнянському лісі на околиці міста Києва.
Посмертно реабілітований Військовою колегією Верховного суду СРСР 14 лютого 1956 року.